# Pfarrkirche Pfaffstätt

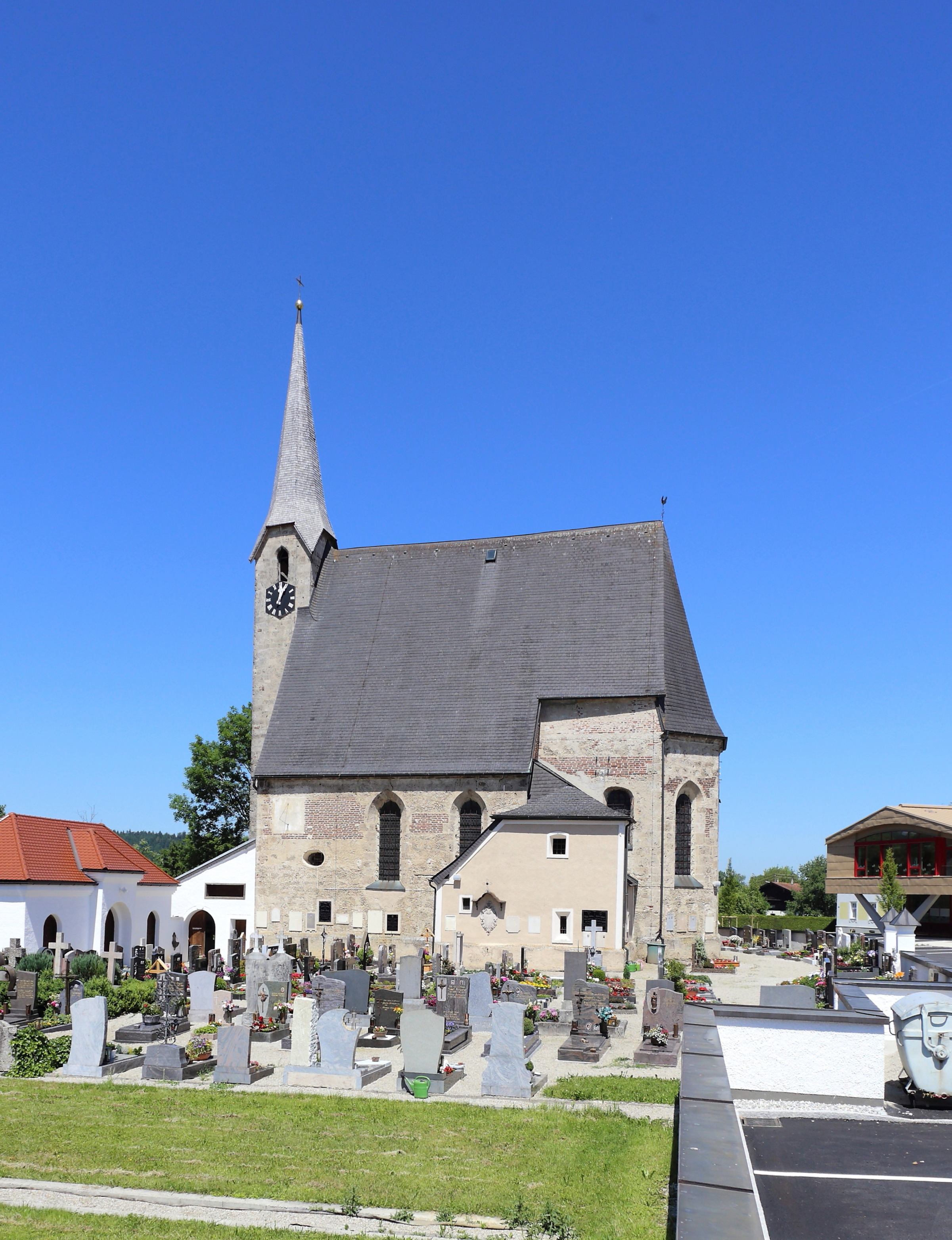
Kath. Pfarrkirche hl. Johannes der Täufer in Pfaffstätt

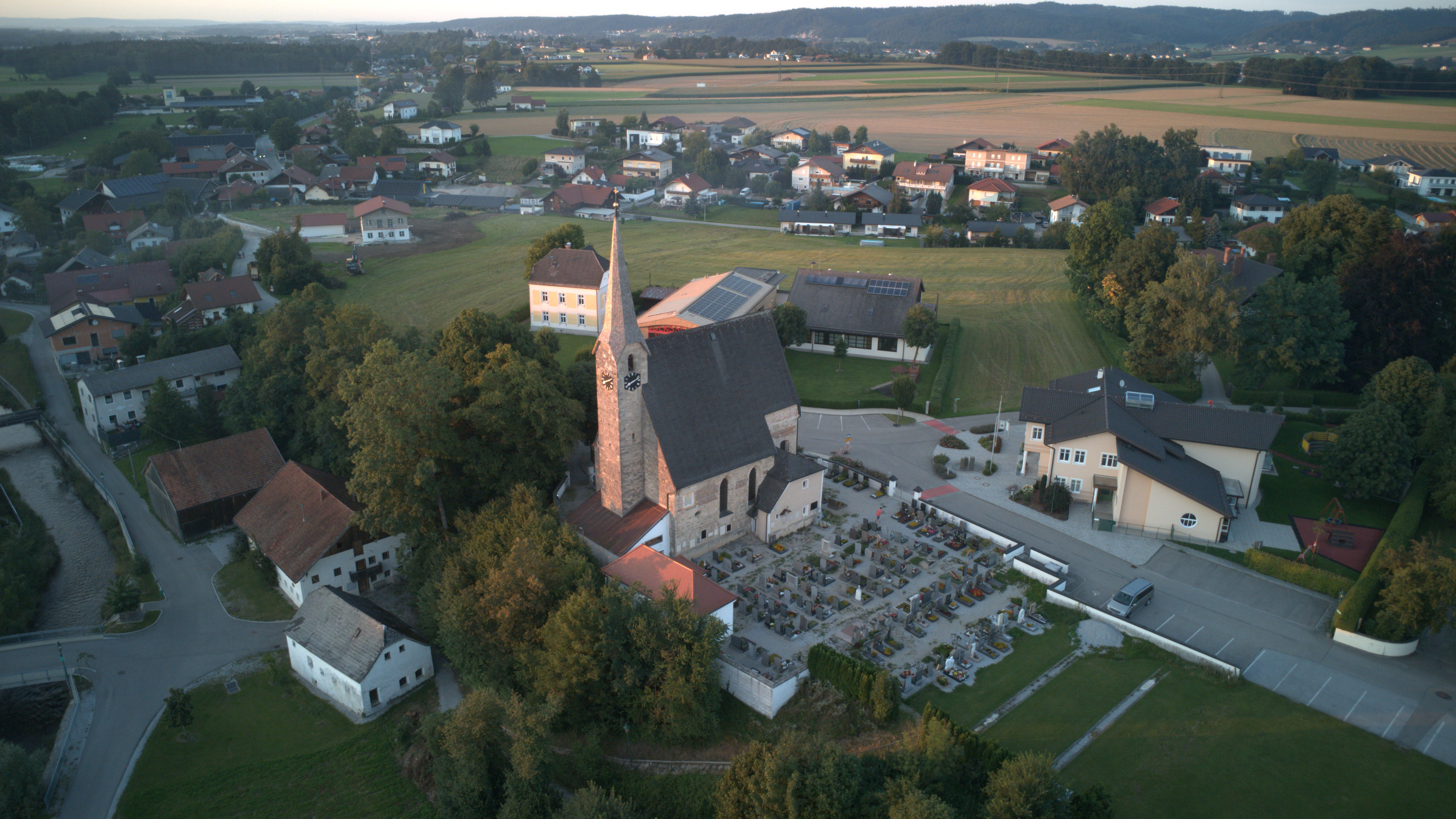
Luftbild der Pfarrkirche

Die römisch-katholische Pfarrkirche Pfaffstätt steht in der Gemeinde Pfaffstätt im Bezirk Braunau am Inn in Oberösterreich. Die auf den heiligen Johannes der Täufer geweihte Kirche gehört zum Dekanat Mattighofen in der Diözese Linz. Die Kirche und der Friedhof stehen unter Denkmalschutz (Listeneintrag).

## Geschichte
Eine Kirche wurde 796 urkundlich genannt. Die gotische Kirche wurde innen barockisiert.

## Architektur
An das einschiffige dreijochige breiträumige Langhaus mit eingezogenen Strebepfeilern schließt ein eingezogener einjochiger Chor mit einem Fünfachtelschluss an. Der niedrige Westturm hat einen achtseitigen Spitzhelm. Die Sakristei hat ein Sterngewölbe. Im Gewölbe des Langhauses und Chores wurden die gotischen Rippen entfernt und 1736 mit Stuck mit reichem Gitter- und Bandwerk von Johann Michael Vierthaler versehen. Die Fresken mit Szenen aus dem Leben Johannes des Täufers schuf Franz Wenger aus Braunau (1826).

## Einrichtung
Der Hochaltar aus 1693 zeigt das Altarbild Enthauptung des Johannes, trägt bemerkenswerte Statuen der Heiligen Christoph und Georg wohl aus dem Umkreis des Thomas Schwanthaler und trägt einen Tabernakel mit einem figuralen Gnadenstuhl wohl aus der Bauzeit des Altares. Es gibt Wechselbilder von Johannes Evangelist Clemens della Croce der Jüngere (1799). Die Seitenaltäre aus der zweiten Hälfte des 19. Jahrhunderts entstanden unter Verwendung von barocken Ornamentteilen und Statuen um 1760/1770. Der linke Seitenaltar trägt eine gotische Muttergottesstatue aus Holz um 1470, wohl vom selben Künstler, der die Figur hl. Kunigunde in Auerbach schuf. An der nördlichen Langhauswand steht der Altar hl. Sebastian um 1760/1770 mit einem Stuckmarmoraufbau und guten Statuen, auf diesem Altar steht eine vorzüglich geschnitzte Vitrine mit einer figuralen Darstellung der Dreifaltigkeit und der Evangelisten. Im Schrein ist ein wächsernes bekleidetes Jesuskind aus dem dritten Viertel des 18. Jahrhunderts. Über dem Altar ist ein figurales Holzkruzifix aus der zweiten Hälfte des 17. Jahrhunderts. Die Rokoko-Kanzel entstand um 1770 mit der Oratoriumsbrüstung. Die Kirchenstühle entstanden um 1730/1740.